# Departamento San Pedro (Jujuy)
San Pedro es un departamento en la provincia de Jujuy, en Argentina. La ciudad cabecera es San Pedro de Jujuy. Limita al este con el departamento Santa Bárbara, al norte con el departamento Ledesma, al sur con el departamento El Carmen, al sudeste con la provincia de Salta y al sudoeste con el departamento Palpalá.
Según el INDEC en 2010 tiene 75 308 hab.

## Localidades
La población del departamento se concentra en una serie de localidades.
- Arrayanal
- Arroyo Colorado
- Don Emilio
- El Acheral
- El Puesto
- El Quemado
- El Sauzal
- La Esperanza
- La Manga
- La Mendieta
- Miraflores
- Palos Blancos
- Parapetí
- Piedritas
- Rodeito
- Rosario de Río Grande
- San Antonio
- San Lucas
- San Pedro de Jujuy

## Población
Según el INDEC en 2010 el departamento tenía 75 037 habitantes habitantes.

Para el censo 2022 el departamento registró 88 241habitantes. Esto representó un aumento en la cantidad de personas del 17,6%, menor que el crecimiento poblacional provincial.Estos datos le valieron ser el cuarto departamento más poblado de la provincia.
| Gráfica de evolución demográfica de Departamento San Antonio entre {{{1}}} y 2022 |
|                                                                                   |
| Fuente: censos nacionales del INDEC                                               |

## Sismicidad
La sismicidad del área de Jujuy es frecuente y de intensidad baja, y un silencio sísmico de terremotos medios a graves cada 40 años.
- Sismo de 1863: aunque dicha actividad geológica catastrófica, ocurre desde épocas prehistóricas, el terremoto del 4 de enero de 1863 (162 años),[9] señaló un hito importante dentro de la historia de eventos sísmicos jujeños, con 6,4 Richter. Pero nada cambió extremando cuidados y/o restringiendo códigos de construcción.[8]
- Sismo de 1948: el 25 de agosto de 1848 (176 años) con 7,0 Richter, el cual destruyó edificaciones y abrió numerosas grietas en inmensas zonas[9][8]
- Sismo de 2009: el 6 de noviembre de 2009 (15 años) con 5,6 Richter